# Chmeľov
Chmeľov (bis 1927 slowakisch auch „Chomeľov“; ungarisch Komlóskeresztes) ist eine Gemeinde im Osten der Slowakei mit 1076 Einwohnern (Stand 31. Dezember 2024) im Okres Prešov, einem Teil des Prešovský kraj und wird zur traditionellen Landschaft Šariš gezählt.

## Geographie

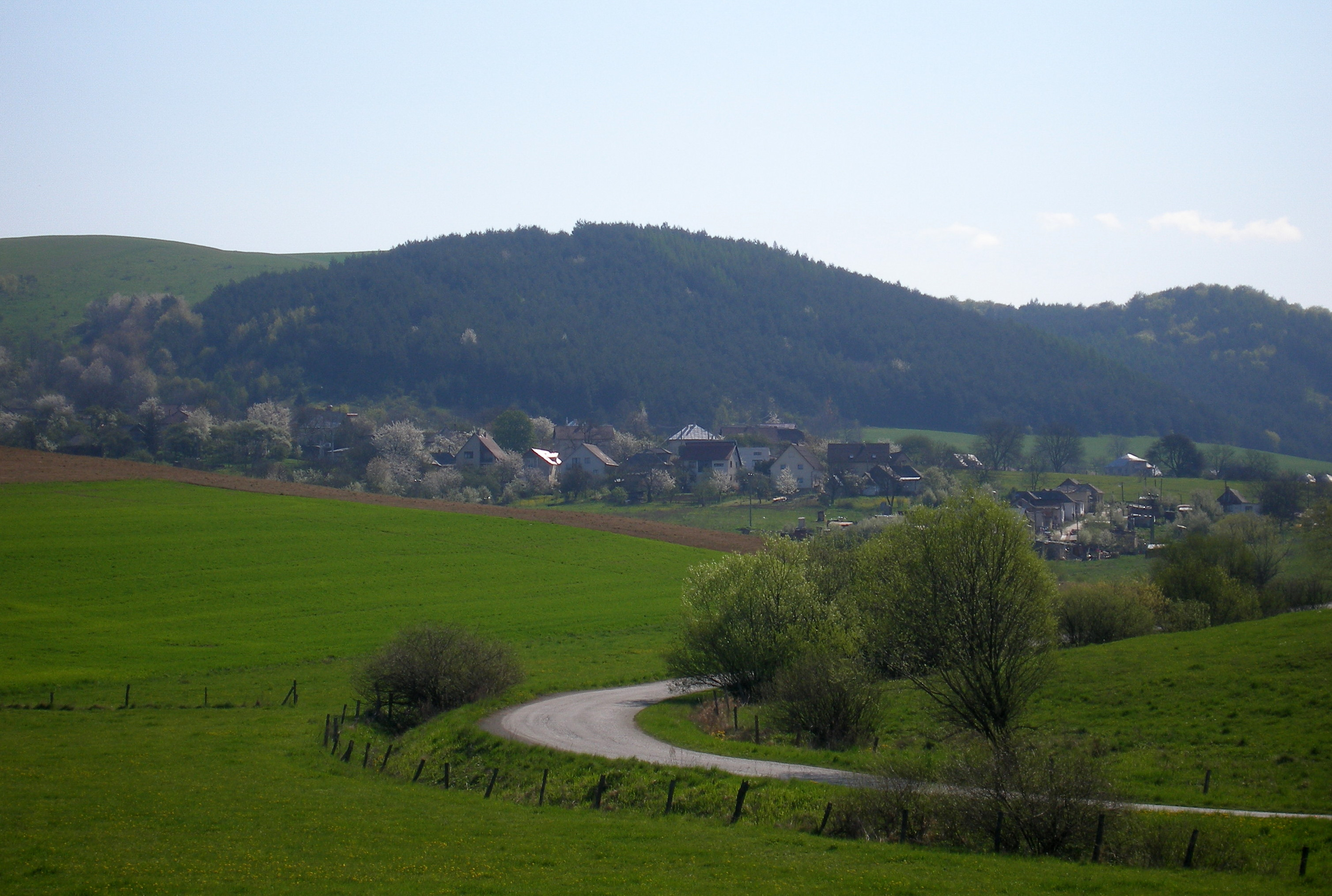
Blick auf Chmeľov

Die Gemeinde befindet sich am südlichen Rande der Niederen Beskiden an der Wasserscheide zwischen den Einzugsgebieten von Topľa und Sekčov. Das 12,6 km² große Gemeindegebiet ist hügelig und großenteils entwaldet. Das Ortszentrum liegt auf einer Höhe von 375 m n.m. und ist 19 Kilometer von Prešov entfernt.
Verwaltungstechnisch gliedert sich die Gemeinde in die Gemeindeteile Chmeľov und Podhrabina.

## Geschichte
Der Ort wurde zum ersten Mal 1212 schriftlich erwähnt, 1264 ist der Name Comlouch verzeichnet. Zu dieser Zeit gab es ein Kloster des Ritterordens vom Heiligen Grab. Im 14. Jahrhundert gehörte Chmeľov zum Geschlecht Aba und dessen Erbfolger. Nach einem Steuerverzeichnis von 1427 war eine Steuer von 42 Porta fällig. Danach gehörte das Dorf verschiedenen Edelmännern. 1828 gab es im Dorf 34 Häuser und 249 Einwohner.
Bis 1918 gehörte der im Komitat Scharosch liegende Ort zum Königreich Ungarn und kam danach zur Tschechoslowakei bzw. heute Slowakei. Bis heute behält das Dorf landwirtschaftlichen Charakter.

## Bevölkerung
| Jahr                | 1994 | 2004    | 2014    | 2024    |
| ------------------- | ---- | ------- | ------- | ------- |
| Anzahl der Personen | 854  | 912     | 984     | 1076    |
| Unterschied         |      | +6,79 % | +7,89 % | +9,34 % |

| Jahr                | 2023 | 2024    |
| ------------------- | ---- | ------- |
| Anzahl der Personen | 1078 | 1076    |
| Unterschied         |      | −0,18 % |

Ergebnisse der Volkszählung 2001 (913 Einwohner):
| Nach Ethnie: - 96,60 % Slowaken - 2,85 % Roma - 0,33 % Tschechen - 0,11 % Russinen | Nach Konfession: - 49,62 % römisch-katholisch - 42,83 % evangelisch - 5,48 % griechisch-katholisch - 0,88 % konfessionslos - 0,55 % keine Angabe |

## Bauwerke

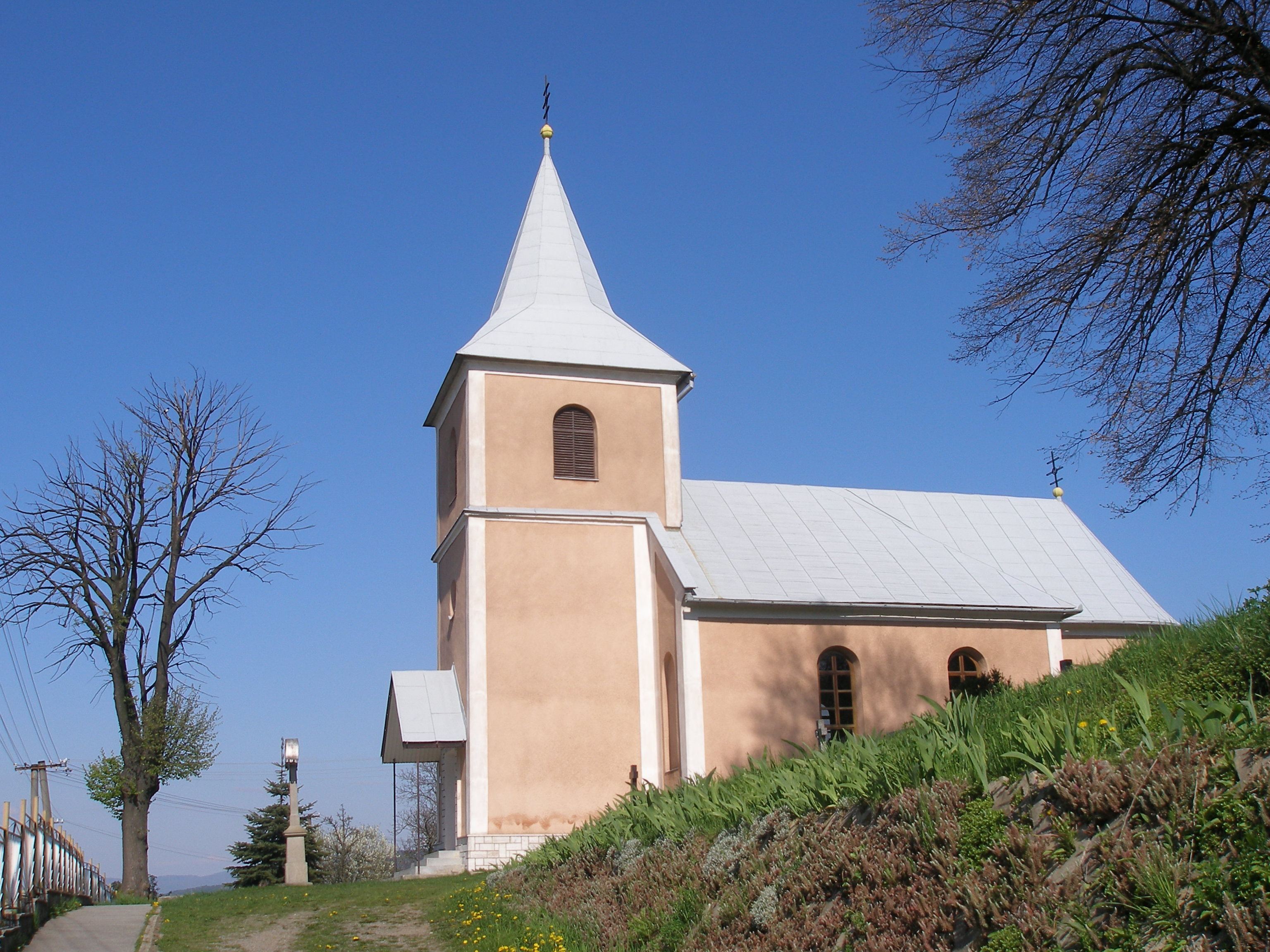
Kirche

- evangelische Kirche, gegen 1300 erbaut und 1634 um den Renaissance-Turm gebaut
- Landschloss mit einem Garten